# 地形効果
地形効果（ちけいこうか）は、地形による効果。さまざまな分野で使われる言葉である。

## 地形効果の例
- 部隊の戦闘能力は、地形に大きく左右される。ただし、現実の軍事で地形効果という言葉はほとんど使われず、主にウォーゲーム用語である。
- 地形は気候に影響を与える。たとえば、高山は風上に上昇気流を生み出し降水量を増やす。
- 地形は重力異常を生む。たとえば、100kmオーダー以下の小規模な地形では、標高が高いと重力加速度が強く、低いと弱い。（大規模な地形ではアイソスタシーが成立しているため地形効果は少ない）
- 航空機の地形効果は、地面効果とほぼ同じ意味である。